# Jiří Hrůza
Jiří Hrůza (31. května 1925 Praha – 10. května 2012) byl český urbanista, který se významně podílel na územním plánování Prahy v 2. polovině 20. století.

## Biografie
Dlouhodobě působil v Útvaru hlavního architekta. V 60. letech 20. století byl spoluautorem územního plánu pražsko-středočeské aglomerace. V letech 1971–1990 zastával post vedoucího projektanta územního plánu Prahy.
Byl rovněž aktivní jako vysokoškolský učitel. V roce 1967 patřil mezi hlavní osobnosti pražského Mezinárodního kongresu architektů (UIA). V roce 1968 hostoval na univerzitě v Detroitu, v 70. letech 20. století zpracovával pro OSN rozvojový plán Srí Lanky. V roce 1976 mu Vídeňská univerzita udělila Herderovu cenu za přínos k rozvoji teorie urbanismu. V roce 1994 se stal členem Rady starších mezinárodního sdružení urbanistů ISOCARP, na jehož vzniku se podílel. Dlouhodobě působil v Ústavu urbanismu ČVUT. Publikoval četné odborné studie i populární monografie o architektuře a urbanismu (Budoucnost měst, Teorie města, Města utopistů nebo Město Praha).

## Dílo
- HRŮZA, Jiří. Budoucnost měst. 1. vyd. Praha : Orbis, 1962. 312 s., příl.
- HRŮZA, Jiří. Teorie města. 1. vyd. Praha : Československá akademie věd, 1965. 327 s., obr. příl.
- HRŮZA, Jiří. Města utopistů. 1. vyd. Praha : Československý spisovatel, 1967. 201 s., obr. příl.
- HRŮZA, Jiří. Československá města. 1. vyd. Praha : Olympia, 1976. 211 s.
- HRŮZA, Jiří. Slovník soudobého urbanismu. 1. vyd. Praha : Odeon, 1977. 341 s., obr. příl.
- HRŮZA, Jiří. Město Praha. 1. vyd. Praha : Odeon, 1989. 421 s., barev. obr. příl.
- HRŮZA, Jiří. Svět architektury. 1. vyd. Praha : Aventinum, 2000. 416 s. ISBN 80-7151-112-9.
- HRŮZA, Jiří. Stavitelé měst. 1. vyd. Praha : Agora, 2011. 191 s. ISBN 978-80-86820-08-8.
- HRŮZA, Jiří. Svět měst. 1. vyd. Praha : Academia, 2014. 712 s. ISBN 978-80-200-1808-3.